# La Dépêche de Kabylie
Pour les articles homonymes, voir DDK.
La Dépêche de Kabylie  est un quotidien algérien francophone à vocation principalement régionale.

## Création
Fondé par Amara Benyounès, ancien membre du parti d'opposition RCD et ancien ministre du gouvernement algérien, le premier numéro de La Dépêche de Kabylie a été publié le 13 juin 2002. 

## Contenu et format
Le journal est de format tabloïd. Il consacre une grande partie de son contenu éditorial à l'actualité en Kabylie. Il traite également de l'actualité nationale, généralement en une où dans les premières pages du journal. Le sport et la culture ont également leur place, mais l'accent est mis sur les clubs et les manifestations sportives de Kabylie. L'actualité internationale est très peu présente dans le journal. La section consacrée à l'actualité des villes et villages de Kabylie est subdivisée en trois catégories correspondantes aux trois wilayas de Kabylie : Béjaïa, Bouira et Tizi Ouzou.
La Dépêche de Kabylie se singularise en étant le seul quotidien algérien ayant une rubrique en langue Tamazight (berbère). Chaque lundi, quatre pages du journal (11,12,13 et 14) sont rédigées en langue amazighe transcrite en caractères latins.
La devise du quotidien est inscrite en bas du titre : Le journal des Hommes libres.

## Tirage
Les derniers chiffres officiels remontent à l'année 2006. Quatre ans après son lancement, La Dépêche de Kabylie affichait un tirage de 10 000 exemplaires selon le Ministère de la communication algérien. Ce chiffre le classe en 24e position des tirages de la presse quotidienne algérienne et en 15e position, si l'on ne tient compte que des quotidiens francophones généralistes.
En juillet 2007, le quotidien arabophone El Khabar a publié un sondage réalisé par l'institut IMMAR. Ce sondage classe La Dépêche de Kabylie en 6e position des quotidiens les plus lus de la région : Centre de l'Algérie (qui englobe l'Algérois et la Kabylie).

## Identité visuelle (logo)

Logo de La Dépêche de Kabylie depuis 2002.